# Lucie Décosse
Lucie Marguerite Théodora Décosse, née le 6 août 1981 à Chaumont en Haute-Marne, est une judoka française dont la carrière internationale s'étend de 2000 à 2013. Elle évolue dans la catégorie moins de 63 kg  jusqu'en 2008 avant de concourir en moins de 70 kg. Numéro 1 française et mondiale dans les deux catégories, la gauchère mesurant 1,67 m se constitue un palmarès exceptionnel : championne du monde 2005, 2010 et 2011, vice-championne du monde 2007, quatre fois championne d'Europe, vice-championne olympique à Pékin en 2008 et enfin, championne olympique à Londres le 1er août 2012. Elle est actuellement 6e dan.
Lucie Décosse met un terme à sa carrière sportive le 30 août 2013 à l'issue de sa participation aux Championnats du monde à Rio de Janeiro. Elle devient responsable de l'équipe de France féminine de judo en janvier 2025.

## Biographie

### Les débuts
La judokate française commence le judo à l'âge de 6 ans au club d'Écouen dans le Val-d'Oise. Elle remporte ses premiers succès en Guyane, la région d'origine de sa mère. À 16 ans, elle entame le sport-étude à Orléans et rejoint le club de la ville, l'US Orléans. Elle remporte alors ses premiers titres de championne de France en junior en 1999 puis participe aux Jeux olympiques de la Jeunesse mondiale où elle décroche une médaille de bronze. Elle commence alors à fréquenter les tournois européens où elle obtient quelques podiums. Plus tard, en 2000, elle remporte le titre mondial junior dans un tournoi organisé à Nabeul en Tunisie. En finale, elle domine la Japonaise Ayumi Tanimoto qu'elle retrouvera plus tard dans sa carrière. Cette même année, elle remporte le titre européen par équipe avec l'équipe de France en côtoyant les meilleures judokates françaises comme Marie-Claire Restoux ou Céline Lebrun. Elle confirme en individuelle en 2001 en remportant le prestigieux Tournoi de Paris et en montant sur le podium de celui de Fukuoka. Par ailleurs, elle n'échoue que face à Ylenia Scapin en finale des Jeux méditerranéens à Tunis.

### Premiers titres
En 2002, son palmarès s'enrichit d'un premier titre européen en individuelle à Maribor, un titre qu'elle ne parvient pas à conserver lors de l'édition suivante. Cela ne l'empêche pas d'être sélectionnée pour ses premiers championnats du monde organisés à Osaka ; mais elle n'atteint pas le podium. Elle entame alors la préparation pour les Jeux olympiques d'Athènes en 2004 et, grâce à diverses victoires dans les tournois majeurs comme Paris ou Moscou, obtient son billet pour participer à ses premiers Jeux. Lors de la compétition, éliminée en 1/4 de finale par l'argentine Daniela Krukower et par une canadienne en repêchages, elle prend la septième place finale. Passé cette déception, la judokate renoue avec les podiums internationaux en 2005 avec une troisième place à l'Euro puis une victoire aux Jeux méditerranéens à Almeria. Elle enchaîne de la même façon aux Championnats du monde au Caire où elle remporte le titre mondial en battant en finale la championne olympique Ayumi Tanimoto. Elle devient la troisième championne du monde française de cette catégorie, seize ans après Catherine Fleury.
L'année 2006 est presque un sans-faute pour la championne du monde puisqu'elle gagne le Tournoi de Paris puis le titre mondial par équipe à Paris-Bercy. Elle est cependant surprise en finale de l'Euro de Tampere face à la britannique Sarah Clark. Par ailleurs, en juillet de la même année, elle rejoint la capitale et le club du Paris Judo. En 2007, elle conquiert son second titre européen après celui décroché en 2002 en battant en finale la Slovène Urška Žolnir. Elle signe avec le club du Lagardère Paris Racing, nouvelle entité issue de la fusion entre les clubs du Paris Judo et du Racing Club de France. Quelques mois plus tard, elle est battue en finale du tournoi mondial à Rio de Janeiro et ne conserve pas son titre mondial acquis deux ans plus tôt. Cette médaille d'argent lui permet cependant d'assurer la qualification d'une judokate française dans la catégorie des moins de 63 kg pour les Jeux olympiques d'été de 2008 et de prendre une option sur une sélection dans la délégation française devant aller à Pékin.

### Médaille d'argent à Pékin
Alors qu'elle s'était inclinée en finale en 2007, Lucie Décosse remporte le Tournoi de Paris pour la quatrième fois en février 2008 en dominant en finale la Japonaise Yoshie Ueno.
Lors des Jeux olympiques d'été de 2008, elle perd en finale contre la championne olympique en titre, Ayumi Tanimoto, sur ippon et se contente de la médaille d'argent. Cette dernière, adversaire principale de Décosse depuis de nombreuses années - elles se sont déjà affrontées en finale des mondiaux 2005 - s'impose en quatre-vingt-dix secondes sur uchi-mata.

### Changement de catégorie

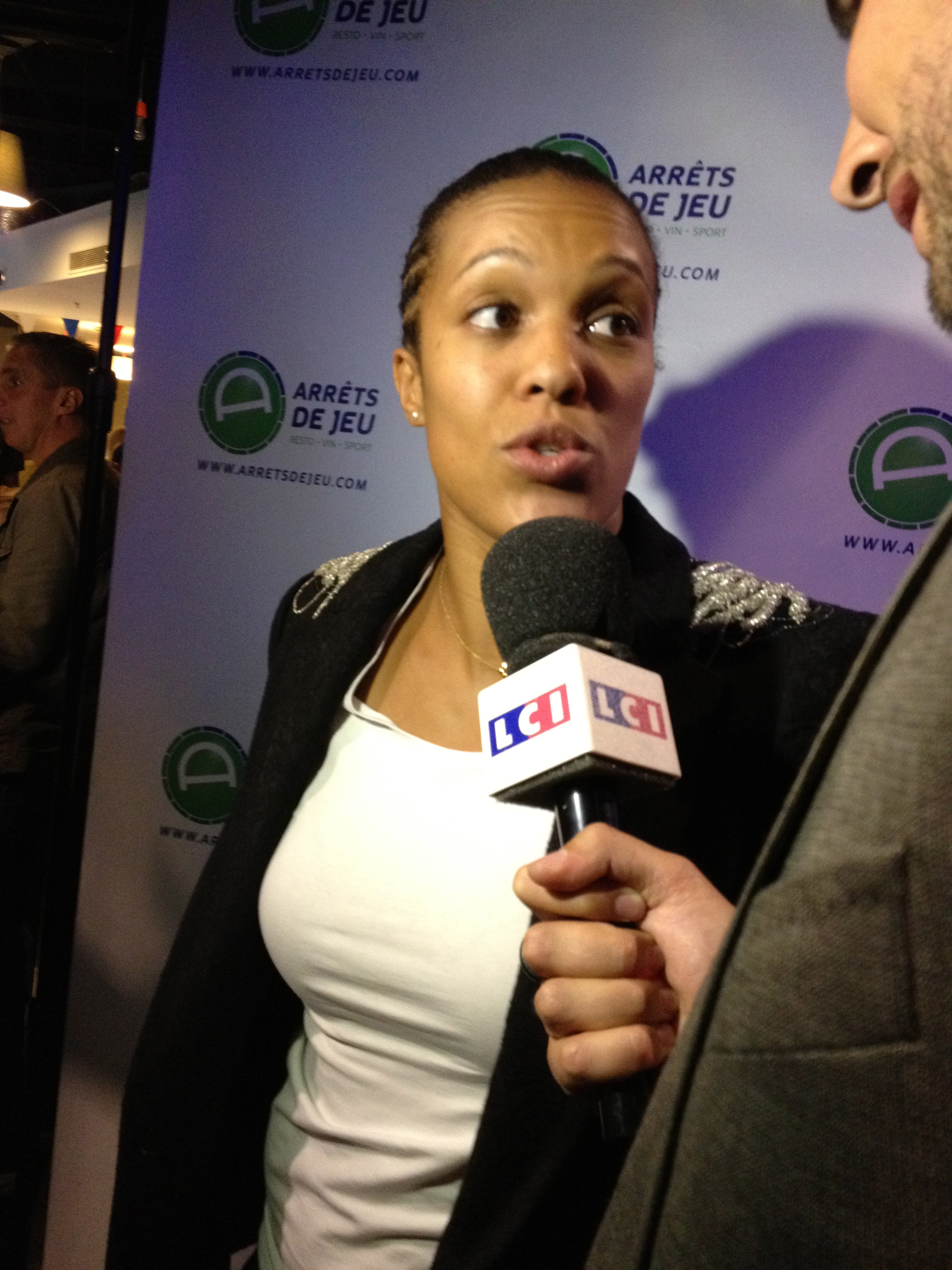
Lucie Décosse en septembre 2012, au restaurant des basketteurs Boris Diaw et Ronnie Turiaf, "Arrêts de Jeu"

Après des Championnats du monde 2009 ratés, elle s'impose dans la catégorie des -70 kg à Tokyo aux Championnats du monde 2010. Elle bat en finale la Hongroise Anett Meszaros par ippon.
Lors des mondiaux 2011 disputés à Paris, elle subit un coup sur le nez lors de son deuxième combat qui selon elle, est salutaire sur la suite de son tournoi : « Ce matin j'ai commencé à me poser des questions ... Si je n'avais pas eu ce coup sur le nez .. je n'aurais pas eu d'électrochoc et j'aurais peut-être baissé la tête. Après ça, j'ai arrêté de réfléchir. ». Elle remporte l'ensemble de ses combats précédant la finale, par ippon. Lors de celle-ci, elle est opposée à la Néerlandaise Edith Bosch et s'impose sur waza-ari, 3 pénalités contre Bosch. Avec trois titres individuels, elle rejoint la directrice technique nationale (DTN) Brigitte Deydier, seule autre Française couronnée à trois reprises en championnat du monde. Lors de ces mondiaux, elle remporte également le titre mondial par équipe avec l'équipe de France en s'imposant face au Japon.

### Consécration olympique
Après deux titres mondiaux successifs dans la catégorie des -70 kg, Lucie Décosse est la grande favorite des jeux olympiques 2012 disputés à Londres. Toutefois, elle subit un échec lors de la saison précédant ces jeux lors du tournoi de Paris où elle s'incline en finale face à la Japonaise Haruka Tachimoto sur décision.
Après un parcours sans faute dans lequel elle a réalisé le ippon le plus rapide des Jeux 2012 en se débarrassant de son adversaire, la Colombienne Yuri Alvear en moins de neuf secondes, Lucie Décosse obtient le titre olympique qui lui manquait en battant en finale l'Allemande Kerstin Thiele sur un waza-ari et deux yuko. Elle devient la cinquième Française, après Cathy Fleury et Cécile Nowak lors des jeux de 1992, Marie-Claire Restoux en 1996 et Séverine Vandenhende en 2000 à obtenir un titre olympique.
Elle est selon plusieurs spécialistes, la meilleure judokate française de l'histoire et certainement l'une des plus grandes championnes de ce sport.

### Reconversion
En 2015, Lucie Décosse publie son autobiographie, Je suis restée debout, préfacée par l'ancien judoka Thierry Rey.
En 2016, elle commente les épreuves de judo des Jeux olympiques de Rio, avec Céline Géraud, et des Jeux paralympiques de Rio sur France Télévisions.
Après avoir été entraîneur nationale de l'équipe de France cadettes de judo, elle devient en novembre 2016 entraineur Elite de l'équipe de France féminine.
En janvier 2025, elle est nommée responsable de l'équipe nationale féminine de judo.

## Palmarès

### Jeux olympiques et Championnats du monde
| Événement | Jeux olympiques   | Jeux olympiques | Championnats du monde             | Championnats du monde      |
| Année     | - de 63 kg        | - de 70 kg      | - de 63 kg                        | - de 70 kg                 |
| --------- | ----------------- | --------------- | --------------------------------- | -------------------------- |
| 2001      |                   |                 | Allemagne Munich 2001 Non classée |                            |
| 2003      |                   |                 | Osaka 2003 7e                     |                            |
| 2004      | Athènes 2004 7e   |                 |                                   |                            |
| 2005      |                   |                 | Le Caire 2005 Or                  |                            |
| 2007      |                   |                 | Rio 2007 Argent                   |                            |
| 2008      | Pékin 2008 Argent |                 |                                   |                            |
| 2009      |                   |                 |                                   | Rotterdam 2009 Non classée |
| 2010      |                   |                 |                                   | Tokyo 2010 Or              |
| 2011      |                   |                 |                                   | Paris 2011 Or              |
| 2012      |                   | Londres 2012 Or |                                   |                            |
| 2013      |                   |                 |                                   | Rio 2013 5e                |

### Championnats d'Europe
| Catégorie / Année              | 2002 | 2003 | 2004 | 2005 | 2006 | 2007 | 2008 | 2009 | 2010 | 2011 | 2012 |
| ------------------------------ | ---- | ---- | ---- | ---- | ---- | ---- | ---- | ---- | ---- | ---- | ---- |
| Moins de 63 kg Poids mi-moyens | 1re  | 5e   | 7e   | 3e   | 2e   | 1re  | 1re  | -    | -    | -    | -    |
| Moins de 70 kg Poids moyens    | -    | -    | -    | -    | -    | -    | -    | 1re  | -    | 3e   | -    |

### Divers
Par équipes :
- Médaille d'or aux championnats du monde par équipes 2005, 2006 et 2011
- Médaille d'or aux championnats d'Europe par équipes 2000, 2002, 2004 et 2011

Juniors :
- Championne du monde juniors 2000 à Nabeul ( Tunisie).

Tournoi de Paris :
- 9 podiums dont 7 victoires en 2001, 2004, 2006, 2008, 2009, 2010 et 2011.

Divers :
- Tournoi de Moscou : victoire en 2004
- Tournoi de Sofia : victoire en 2004
- Médaille d'argent dans la catégorie des moins de 63 kg aux Jeux méditerranéens de 2001 à Tunis

## Distinctions
- Élue Judoka de l'année par le magazine "l'esprit du Judo" en 2010, 2011 et 2012 (le jury est formé d’experts du Judo, de journalistes et de lecteurs du magazine)[24].
- Élue femme de l'année 2011 par les auditeurs et lectrices de RTL et Marie Claire[25].
- Chevalier de la Légion d'honneur (décret du 30 décembre 2011)[26]
- Élue 2e Championne des champions français de L'Équipe en 2012
- Officier de l'ordre national du Mérite (décret du 31 décembre 2012)[27]
- La maison des arts martiaux de Villejuif, inauguré en mars 2023, porte son nom[28]
- Gloire du sport en 2023[29].

## Vidéographie
- Champions de France - Lucie Décosse, série Champions de France, film-portrait raconté par Aya Cissoko, co-réalisé par Pascal Blanchard et Rachid Bouchareb 2016, 2 minutes. [voir en ligne]

## Engagements
Elle participe au projet « Guyane base avancée 2014-2016 », groupement d'intérêt public présidé par Bernard Lama qui a pour but de construire des équipements sportifs susceptibles d'accueillir les équipes de France avant la Coupe du monde de football de 2014 au Brésil et les Jeux olympiques d'été de 2016 de Rio de Janeiro.
Elle est également ambassadrice WWF pour la lutte contre l'orpaillage illégal et la préservation du jaguar.
Durant l'entre-deux-tours de l'élection présidentielle française de 2017, elle fait partie d'une soixantaine de sportifs en activité ou retraités qui signent un appel à voter Emmanuel Macron le 7 mai 2017 au second tour de l'élection présidentielle « pour que le sport demeure un espace de liberté, d'égalité et de fraternité ».